# Gmina Mildura

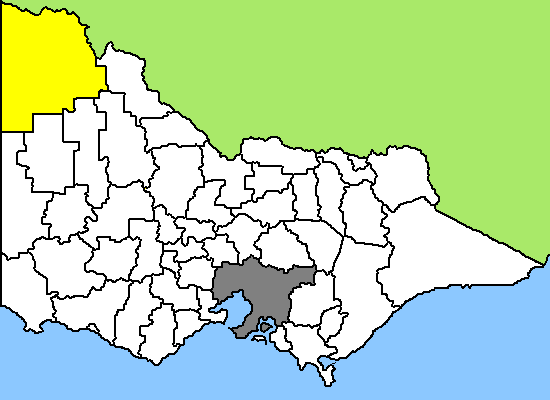
Gmina Mildura (na żółto) na mapie stanu Wiktoria

Gmina Mildura (ang. Rural City of Mildura) – obszar samorządu lokalnego (ang. local government area) położony w zachodniej części stanu Wiktoria. Gmina została utworzona w roku 1995, z połączenia następujących jednostek: City of Mildura oraz hrabstw Mildura i Walpeup. 
Powierzchnia gminy wynosi 22214 km² i liczy 53877 mieszkańców (2009).
Ośrodkiem administracyjnym jest miasto Mildura. Władzę ustawodawczą sprawuje dziewięcioosobowa rada.
W celu identyfikacji samorządu Australian Bureau of Statistics wprowadziło czterocyfrowy kod dla Gminy Mildura – 4780.